# Ofu-Olosega
Ofu i Olosega dijelovi su vulkanskog dubleta u otočju Manuʻa, koji je dio Američke Samoe u Samoanskom otočju. Ovi otoci blizanci, formirani od štitastih vulkana, imaju ukupnu duljinu od 6 km i ukupnu površinu od 12 km2. Zajedno imaju oko 500 stanovnika.
Geografski, otoci su ostaci vulkana, međusobno odvojeni plitkim, 137 metara širokim tjesnacem Āsaga, koji se sastoji od koraljnog grebena. Prije 1970. ljudi su prelazili između dva otoka čekajući oseku i zatim gacajući preko plitke vode tjesnaca. Godine 1970., tjesnac je premošćen jednotračnom cestom.
Najviši vrh na otoku Ofu je planina Tumutumu (također nazvana Tumu), visine 491 m. Najviši vrh na Olosegi je planina Piumafua (629 m). Posljednja vulkanska erupcija bila je 1866., 3 km jugoistočno od Olosege.

## Povijest i arheološka istraživanja
Prapovijesni artefakti otkriveni na Ofuu tijekom arheoloških terenskih radova 1980-ih značajno su unaprijedili razumijevanje drevne povijesti Ofua, a posebno Samoanskog otočja i Polinezije općenito. Artefakti uključuju keramiku, bradve i obrađene dijelove školjki i kostiju. Pronađeni su uzorci obične keramike s crvenom bojom za koju se čini da je izrađena u tradiciji kulture Lapita. Terenski rad, koji je proveo tim koji je uključivao stručnjaka za pacifičku arheologiju Patricka Vintona Kircha, usredotočio se na mjesto zvano To'aga (lokacija AS-13-1), obalni potez duljine 2 km na južnoj obali Ofua. Datiranje artefakata sugeriralo je da je Ofu bio kontinuirano naseljen ljudima oko 3000 godina.

## Ofu
Ofu je zapadni dio vulkanskog izdanka otoka Ofu-Olosega i najzapadniji otok otočja Manu'a. Glavno selo otoka Ofu nalazi se na zapadnoj obali, zaštićeno iza pučinskog otočića (erodirana stožac od sedra) poznatog kao Nu'utele. Ofu ima malu zračnu luku (IATA: OFU, ICAO: NSAS) i luku za brodove koji opslužuju stanovništvo na Ofu i Olosegi. Let dvaput tjedno iz Pago Paga traje oko pola sata, ali je zračna luka zatvorena od travnja 2021. zbog obnove piste, ostavljajući otok bez zračnog prometa.
Većina južne obale i povezanog koraljnog grebena dio su Nacionalnog parka Američke Samoe.
Otoci čine okrug Ofu, dio okruga Manuʻa. Ima površinu od 7,215 km2, a prema popisu iz 2010. službeno je imao 176 stanovnika.
Na južnoj obali otoka nalazi se laguna To'aga koja ima veliku raznolikost koralja i riba. Ova lokacija predmet je dugotrajnih istraživanja i studija o koraljnim grebenima i globalnim klimatskim promjenama.
Otok je također dom samoanskom letipasu (Pteropus samoensis), vrste šišmiša kojoj prijeti gubitak staništa.

## Olosega
Olosega je najmanji otok u otočju Manuʻa. Za vrijeme oseke moguće je prošetati do otoka Ofu. Ime potječe od samoanskog ʻOlosega, "tvrđava papagaja".
Otok Olosega je ostatak štitastog vulkana Sili, čija kaldera možda leži potopljena uz sjevernu obalu.
Vulkanska erupcija 1866. zapravo je bila 3 km istočno od Olosege, na srednjooceanskom grebenu koji se proteže na istok jugoistok do obližnjeg Taʻūa.
Otok ima površinu od 5.163 km², a prema popisu iz 2010. imao je službeno stanovništvo od 172 stanovnika.
Postoje četiri sela na Olosegi: Olosega, Lalomoana, Sili i Faiava.

## Vanjske poveznice
- Office of the Governor. 2004. Manu‘a ma Amerika. A brief historical documentary. Manu‘a Centennial. 16 July 1904. 16 July 2004. Office of the Governor, American Samoa Government. 20 p.
- Ofu-Olosega. Global Volcanism Program. Smithsonian Institution
- National Park Service map of the Manu‘a Islands
- Persistence of Coral Reefs Under Extreme Environmental Stress in American Samoa  Arhivirana inačica izvorne stranice od 12. veljače 2005. (Wayback Machine) G. Piniak, C. Birkeland, and G. Garrison (2004). University of Hawaii.